# Khu di tích khởi nghĩa Yên Thế

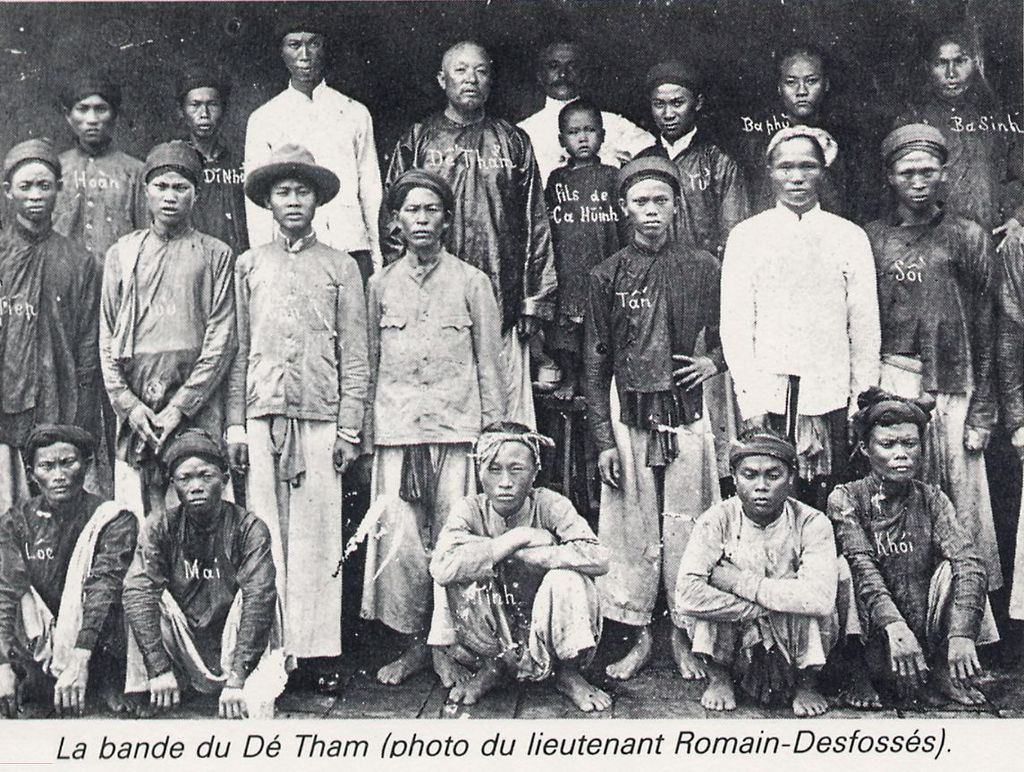
Nhóm khởi nghĩa của Đề Thám (hình chụp của trung úy Romain-Desfossés)

Khu di tích khởi nghĩa Yên Thế gồm nhiều di tích liên quan đến cuộc khởi nghĩa Yên Thế. Khu di tích này đã được thủ tướng chính phủ Việt Nam đưa vào danh sách xếp hạng 23 di tích quốc gia đặc biệt. Trọng tâm của khu di tích khởi nghĩa Yên Thế thuộc huyện Yên Thế tỉnh Bắc Giang, cách Thành phố Bắc Giang 28 km về phía Tây Bắc theo đường tỉnh lộ 284.

## Ranh giới
Theo Quyết định số 1537/QĐ-TTg Lưu trữ ngày 23 tháng 9 năm 2015 tại Wayback Machine của Thủ tướng Chính phủ Việt Nam Về việc phê duyệt Quy hoạch tổng thể bảo tồn, tôn tạo và phát huy giá trị di tích lịch sử quốc gia đặc biệt Những địa điểm Khởi nghĩa Yên Thế tại tỉnh Bắc Giang thì Khu di tích khởi nghĩa Yên Thế có diện tích nghiên cứu 23.099,7 ha, bao gồm địa bàn 26 xã, thị trấn của 4 huyện: Yên Thế, Tân Yên, Việt Yên, Bắc Giang như sau:
- Huyện Yên Thế có 10 xã: Phồn Xương, Tam Hiệp, Đồng Lạc, Tân Hiệp, Đồng Tâm, Đồng Vương, Xuân Lương, Hồng Kỳ, Đồng Kỳ và thị trấn Cầu Gồ;
- Huyện Tân Yên có 12 xã: Tân Trung, Việt Lập, An Dương, Song Vân, Ngọc Châu, Cao Thượng, Liên Sơn, Phúc Hòa, Phúc Sơn, Quang Tiến, Nhã Nam và thị trấn Nhã Nam;
- Huyện Việt Yên có 2 xã: Minh Đức và thị trấn Bích Động;
- Thành phố Bắc Giang có 2 xã: Nham Sơn và Tân Liễu.

## Lịch sử
Khởi nghĩa Yên Thế nổ ra năm 1884 rồi lan rộng ra một số tỉnh ở Bắc Kỳ như: Bắc Ninh, Phúc Yên, Thái Nguyên, Lạng Sơn. Dưới sự lãnh đạo của người anh hùng áo vải Hoàng Hoa Thám, nghĩa quân Yên Thế đã xây dựng nên hệ thống đồn luỹ, tổ chức đánh bại nhiều đợt càn quét của Pháp, buộc Pháp hai lần phải đình chiến cầu hoà. Khởi nghĩa Yên Thế đã phát triển thành một phong trào giải phóng dân tộc gần 30 năm (1884 - 1913). Đây là cuộc khởi nghĩa tiêu biểu cho sức chiến đấu và tinh thần bất khuất của nông dân Việt Nam nói chung và Bắc Giang nói riêng, trong phong trào đấu tranh chống thực dân Pháp xâm lược cuối thế kỷ XIX, đầu thế kỷ XX.

## Tổng quan khu di tích
Trung tâm Khu di tích lịch sử văn hóa cuộc khởi nghĩa Yên Thế nằm trên địa bàn thị trấn Cầu Gồ - trung tâm huyện Yên Thế, tỉnh Bắc Giang. Nằm trên một ngọn đồi cao là đền Thề, nơi nghĩa quân cắt máu ăn thề làm lễ xuất quân đánh Pháp. Trong đền có tượng thủ lĩnh nghĩa quân Hoàng Hoa Thám. Phía sau đền Thề là Nhà trưng bày các hình ảnh và hiện vật của cuộc khởi nghĩa như súng kíp, đạn, gươm, mã tấu... cùng các đồ dùng sinh hoạt như mâm đồng, bình lọ, ấm, chén uống nước... của nghĩa quân.. Trước sân nhà trưng bày là tượng đài lãnh tụ nghĩa quân Hoàng Hoa Thám và câu nói nổi tiếng của ông: 
"Chúng tôi gắn bó với phong tục của đất nước chúng tôi. Chúng tôi không bao giờ từ bỏ phong tục ấy dù có phải hy sinh cả tính mạng".
Đối diện với đền Thề là đồn Phồn Xương, có bức tường thành dài đắp bằng đất và hàng lỗ châu mai. Đồn được Hoàng Hoa Thám cho xây dựng năm 1892, trấn giữ con đường độc đạo đi vào căn cứ nghĩa quân. Trước đồn là một hồ nước để bảo vệ mặt tiền đồn. Phía sau đồn nay còn di tích doanh trại, chiến lũy của nghĩa quân. Gần đồn Phồn Xương có phố Bà Ba - trước kia chính là nơi ở của vợ ba Hoàng Hoa Thám - bà Đặng Thị Nho còn gọi là bà Ba Cẩn - cũng là một tướng của nghĩa quân. Nơi đây còn ngôi mộ của bà Hoàng Thị Thế, con gái của Hoàng Hoa Thám.
Năm 2010, Bắc Giang đã tổng kiểm kê hệ thống di tích liên quan đến cuộc khởi nghĩa Yên Thế. Qua kiểm kê, có hơn 40 điểm di tích, phân bố ở 4 huyện gồm: Yên Thế, Tân Yên, Việt Yên và Yên Dũng. Trong số này, có 16 di tích đã được xếp hạng cấp tỉnh, 15 di tích cấp quốc gia.

## Lễ hội Yên Thế
Năm 1984, nhân dịp kỷ niện 100 năm khởi nghĩa Yên Thế, Bắc Giang đã khánh thành tượng đài Hoàng Hoa Thám. Năm 2009, nơi đây bắt đầu diễn ra lễ hội kỷ niệm 125 năm cuộc khởi nghĩa Yên Thế (16/3/1884 – 16/3/2009). Kể từ đó lễ hội được tổ chức hàng năm nhằm giáo dục truyền thống yêu nước và tôn vinh giá trị lịch sử của cuộc khởi nghĩa Yên Thế do thủ lĩnh Hoàng Hoa Thám lãnh đạo.
Lễ hội Yên Thế được tổ chức vào ngày 16 tháng 3 dương lịch. Nội dung chính của lễ hội bào gồm các phần: lễ diễu hành; lễ dâng hương; tổ chức các trờ chơi (đặc biệt là trò đấu vật); biểu diễn văn nghệ; các môn thể thao hiện đại (bong đá, bóng chuyền, cầu long…). Ngoài ra còn có các chương trình lễ hội đặc biệt như: tổ chức diễu ngựa từ đình Hả - Tân Trung (Tân Yên) lên Phồn Xương, rước từ Nhã Nam vào tham dự; tổ chức tiết mục "Trai Cầu Vồng Yên Thế gặp gái Nội Duệ, Cầu Lim", tiết mục lễ tế cờ của Hoàng Hoa Thám...